# ISO 3166-2:CY
ISO 3166-2:CY é a entrada para Chipre no ISO 3166-2, parte do padrão ISO 3166 publicado pela Organização Internacional para Padronização (ISO), que define códigos para os nomes das  principais subdivisões (Por exemplo, províncias ou estados) de todos países codificado no ISO 3166-1.
Atualmente para o Chipre, os códigos ISO 3166-2 são definidos para 6 distritos.
Cada código consiste em duas partes, separadas por um hífen. A primeira parte é CY, o código ISO 3166-1 alfa-2 do Chipre. A segunda parte é de dois dígitos (01–06).

## Códigos atuais
Os nomes das subdivisões são listados como na norma ISO 3166-2 publicada pela ISO 3166 Maintenance Agency (ISO 3166/
MA).
Os códigos ISO 639-1 são usados para representar nomes de subdivisões nas seguintes línguas  administrativas :
- (el): Grego
- (tr): Turco

Há seis distritos (el: επαρχίες, eparchies; tr: kaza).
| Código | Nome da subdivisão (el – ELOT 743:1982) | Nome da subdivisão (el) | Nome da subdivisão (tr) | Nome da subdivisão (en) |
| ------ | --------------------------------------- | ----------------------- | ----------------------- | ----------------------- |
| CY-04  | Ammochostos                             | Αμμόχωστος              | Gazimağusa              | Famagusta               |
| CY-06  | Keryneia                                | Κερύvεια                | Girne                   | Kyrenia                 |
| CY-03  | Larnaka                                 | Λάρνακα                 | Larnaka                 | Larnaca                 |
| CY-01  | Lefkosia                                | Λευκωσία                | Lefkoşa                 | Nicósia                 |
| CY-02  | Lemesos                                 | Λεμεσός                 | Leymosun                | Limassol                |
| CY-05  | Pafos                                   | Πάφος                   | Baf                     | Paphos                  |

Notas
1. ↑  Apenas para referência; Nomes gregos no alfabeto grego não incluídos na norma ISO 3166-2.
2. ↑   Apenas para referência; Nomes em inglês não incluídos na norma ISO 3166-2.

Nem todo o território dos distritos é controlado pelo governo de Chipre; Ver Norte de Chipre.
O Territórios britânicos ultramarinos de Acrotíri e Deceleia (que consiste em bases militares) não tem um código de ISO 3166.